# Kevin Vogt
Kevin Vogt (* 23. září 1991) je německý profesionální fotbalista, který hraje na pozici středního obránce nebo defenzivního záložníka za klub 1. FC Union Berlín.

## Klubová kariéra
Ve 3 letech začal Vogt hrát fotbal v klubu VfB Langendreerholz v Bochumi. Tam zůstal až do roku 2002, kdy dosáhl věku na to, aby mohl hrát v "D-Jugend" (v Německu úroveň pro mládež ve věku 11 až 13 let) a přestoupil do WSV Bochum. V roce 2004 se mu podařilo udělat další krok, když si ho všimla místní těžká váha VfL Bochum a podepsal s nimi mládežnickou smlouvu. Tam prošel všemi mládežnickými kategoriemi a nakonec 16. prosince 2008 podepsal profesionální smlouvu.
Svůj první bundesligový zápas za VfL Bochum a zároveň první plně profesionální zápas odehrál 18. dubna 2009 při prohře 0:2 s Borussií Dortmund. Vogt byl v 84. minutě vystřídán Christophem Dabrowskim. Tento zápas však zůstal jeho jediným bundesligovým za Bochum. Během následující sezóny 2009/10 byl Vogt nominován pouze do druhého týmu, který hrál ve čtvrté lize (Regionalliga) a první tým sestoupil do 2. Bundesligy. Tam se Vogt na další dva roky stal pravidelným hráčem, než v létě 2012 přestoupil do nově postoupivšího bundesligového týmu FC Augsburg. Augsburg zaplatil přestupovou částku ve výši 700 000 eur.
Dne 26. května 2014 bylo oznámeno, že Vogt přestoupí do Kolína nad Rýnem a podepíše smlouvu do roku 2017. Poplatek za přestup údajně činil 1,5 milionu eur.
Dne 30. května 2016 oznámil klub TSG 1899 Hoffenheim podpis smlouvy s Vogtem.
Dne 12. ledna 2020 odešel Vogt na hostování do Werderu Brémy do konce sezóny.
Dne 11. ledna 2024 Vogt přestoupil do klubu Union Berlín za částku údajně kolem 2 milionů eur.

## Reprezentační kariéra
V letech 2008 až 2013 byl Vogt členem několika německých mládežnických fotbalových týmů. Svůj první zápas odehrál 17. prosince 2008 proti Izraeli U18.

## Statistiky

### Klubové
Platí k zápasu hranému 19. prosince 2023.
| Klub                     | Sezóna            | Liga              | Liga   | Liga | Národní pohár | Národní pohár | Kontinentální | Kontinentální | Ostatní | Ostatní | Celkově | Celkově |
| Klub                     | Sezóna            | Soutěž            | Zápasy | Góly | Zápasy        | Góly          | Zápasy        | Góly          | Zápasy  | Góly    | Zápasy  | Góly    |
| ------------------------ | ----------------- | ----------------- | ------ | ---- | ------------- | ------------- | ------------- | ------------- | ------- | ------- | ------- | ------- |
| VfL Bochum II            | 2008/09           | Regionalliga West | 2      | 0    | —             | —             | —             | —             | —       | —       | 2       | 0       |
| VfL Bochum II            | 2009/10           | Regionalliga West | 6      | 1    | —             | —             | —             | —             | —       | —       | 6       | 1       |
| VfL Bochum II            | 2010/11           | Regionalliga West | 11     | 0    | —             | —             | —             | —             | —       | —       | 11      | 0       |
| VfL Bochum II            | Celkově           | Celkově           | 19     | 1    | 0             | 0             | 0             | 0             | 0       | 0       | 19      | 1       |
| VfL Bochum               | 2008/09           | Bundesliga        | 1      | 0    | 0             | 0             | —             | —             | —       | —       | 1       | 0       |
| VfL Bochum               | 2009/10           | Bundesliga        | 0      | 0    | 0             | 0             | —             | —             | —       | —       | 0       | 0       |
| VfL Bochum               | 2010/11           | 2. Bundesliga     | 21     | 0    | 0             | 0             | —             | —             | —       | —       | 21      | 0       |
| VfL Bochum               | 2011/12           | 2. Bundesliga     | 16     | 2    | 0             | 0             | —             | —             | —       | —       | 16      | 2       |
| VfL Bochum               | Celkově           | Celkově           | 38     | 2    | 0             | 0             | 0             | 0             | 0       | 0       | 38      | 2       |
| FC Augsburg              | 2012/13           | Bundesliga        | 28     | 1    | 2             | 0             | —             | —             | —       | —       | 30      | 1       |
| FC Augsburg              | 2013/14           | Bundesliga        | 28     | 1    | 3             | 0             | —             | —             | —       | —       | 31      | 1       |
| FC Augsburg              | Celkově           | Celkově           | 56     | 2    | 5             | 0             | 0             | 0             | 0       | 0       | 61      | 2       |
| 1. FC Köln               | 2014/15           | Bundesliga        | 32     | 1    | 3             | 0             | —             | —             | —       | —       | 35      | 1       |
| 1. FC Köln               | 2015/16           | Bundesliga        | 23     | 0    | 2             | 0             | —             | —             | —       | —       | 25      | 0       |
| 1. FC Köln               | Celkově           | Celkově           | 55     | 1    | 5             | 0             | 0             | 0             | 0       | 0       | 60      | 1       |
| TSG Hoffenheim           | 2016/17           | Bundesliga        | 31     | 0    | 2             | 0             | —             | —             | —       | —       | 33      | 0       |
| TSG Hoffenheim           | 2017/18           | Bundesliga        | 31     | 0    | 2             | 0             | 7             | 0             | —       | —       | 40      | 0       |
| TSG Hoffenheim           | 2018/19           | Bundesliga        | 28     | 0    | 2             | 0             | 4             | 0             | —       | —       | 34      | 0       |
| TSG Hoffenheim           | 2019/20           | Bundesliga        | 11     | 0    | 1             | 0             | —             | —             | —       | —       | 12      | 0       |
| TSG Hoffenheim           | 2020/21           | Bundesliga        | 24     | 0    | 2             | 0             | 6             | 0             | —       | —       | 32      | 0       |
| TSG Hoffenheim           | 2021/22           | Bundesliga        | 30     | 0    | 3             | 0             | —             | —             | —       | —       | 33      | 0       |
| TSG Hoffenheim           | 2022/23           | Bundesliga        | 22     | 0    | 2             | 0             | —             | —             | —       | —       | 24      | 0       |
| TSG Hoffenheim           | 2023/24           | Bundesliga        | 16     | 0    | 2             | 0             | —             | —             | —       | —       | 18      | 0       |
| TSG Hoffenheim           | Celkově           | Celkově           | 193    | 0    | 16            | 0             | 17            | 0             | 0       | 0       | 226     | 0       |
| Werder Brémy (hostování) | 2019/20           | Bundesliga        | 14     | 0    | 2             | 0             | —             | —             | 1       | 0       | 17      | 0       |
| Celkově v kariéře        | Celkově v kariéře | Celkově v kariéře | 375    | 6    | 28            | 0             | 17            | 0             | 1       | 0       | 421     | 6       |